# Liste der Kulturdenkmale in Schulendorf
In der Liste der Kulturdenkmale in Schulendorf sind alle Kulturdenkmale der schleswig-holsteinischen Gemeinde Schulendorf (Kreis Herzogtum Lauenburg) aufgelistet (Stand: 10. März 2025).

## Legende
In den Spalten befinden sich folgende Informationen:
- Objekt-ID: die Nummer des Kulturdenkmales
- Lage: die Adresse des Kulturdenkmales und die geographischen Koordinaten. Kartenansicht, um Koordinaten zu setzen. In der Kartenansicht sind Kulturdenkmale ohne Koordinaten mit einem roten Marker dargestellt und können in der Karte gesetzt werden. Kulturdenkmale ohne Bild sind mit einem blauen Marker gekennzeichnet, Kulturdenkmale mit Bild mit einem grünen Marker.
- Offizielle Bezeichnung: Bezeichnung des Kulturdenkmales
- Beschreibung: die Beschreibung des Kulturdenkmales
- Bild: ein Bild des Kulturdenkmales

## Sachgesamtheiten
| Objekt-ID | Lage                                          | Offizielle Bezeichnung   | Beschreibung | Bild |
| --------- | --------------------------------------------- | ------------------------ | --- | ---- |
| 23510     | Zum Strüken 11 (53° 28′ 19″ N, 10° 33′ 31″ O) | Hofanlage Zum Strüken 11 | Hofanlage Zum Strüken 11; 1668, 1844 (i); Hofanlage aus zurückliegendem Haupthaus, an der Straße liegender Durchfahrtscheune und Bruchsteineinfriedung, Fachwerkbauten mit Walmdächern - Begründung: geschichtlich, Kulturlandschaft prägend - Schutzumfang: Haupthaus mit Einfriedung, Fachwerkscheune | BW   |

## Bauliche Anlagen
| Objekt-ID | Lage                                          | Offizielle Bezeichnung       | Beschreibung | Bild |
| --------- | --------------------------------------------- | ---------------------------- | --- | ---- |
| 23504     | Dorfstraße 2 (54° 0′ 43″ N, 10° 40′ 58″ O)    | Wohn- und Wirtschaftsgebäude | Backsteinhallenhaus; 2. Hälfte 19. Jh.; Satteldach, Wohngiebel mit Backsteingliederung, Wirtschaftsgiebel mit Dieleneinfahrt; Baumreihe - Begründung: geschichtlich, Kulturlandschaft prägend - Schutzumfang: Wohn- und Wirtschaftsgebäude, Lindenreihe - Denkmaltyp: Bauliche Anlage | BW   |
| 23509     | Zum Strüken 5 (53° 28′ 20″ N, 10° 33′ 39″ O)  | Wohn- und Wirtschaftsgebäude | Wohn- und Wirtschaftsgebäude; Mitte 19. bis Anfang 20. Jh.; zweigeschossiges Backsteingebäude, traufständig mit Lisenengliederung und umlaufenden Stockwerkgesims, akzentuierte Eingangsnische, flaches Satteldach; Einfriedung aus Bruchstein - Begründung: geschichtlich, Kulturlandschaft prägend - Schutzumfang: Wohn- und Wirtschaftsgebäude, Einfriedung - Denkmaltyp: Bauliche Anlage | BW   |
| 51914     | Zum Strüken 11 (53° 28′ 18″ N, 10° 33′ 31″ O) | Haupthaus                    | Fachhallenhaus; 1844 (i), giebelständig mit mittiger Dieleneinfahrt und Halbwalmdach, südlicher Wohnteilanbau von 1912 - Begründung: geschichtlich, Kulturlandschaft prägend - Schutzumfang: Haupthaus, Einfriedung - Denkmaltyp: Bauliche Anlage, Sachgesamtheit: Hofanlage Zum Strüken 11                                                                                                  | BW   |
| 51915     | Zum Strüken 11 (53° 28′ 19″ N, 10° 33′ 29″ O) | Fachwerkscheune              | Durchfahrtscheune; 1668 (i), Mitte 19. Jh.; Fachwerk mit Backsteinausfachung, seitliche Einfahrt, Vollwalmdach mit Eternitwellplatten - Begründung: geschichtlich, Kulturlandschaft prägend - Schutzumfang: gesamtes Objekt - Denkmaltyp: Bauliche Anlage, Sachgesamtheit: Hofanlage Zum Strüken 11                                                                                          | BW   |

## Quelle
- Liste der Kulturdenkmale in Schleswig-Holstein – Herzogtum Lauenburg (PDF)

- Karte mit allen Koordinaten:
- OSM |
- WikiMap